# 中国科学院大学
中国科学院大学（ちゅうごくかがくいんだいがく）は、中華人民共和国北京市石景山区に本部を置く有名な大学である。中国科学院に付属する。略称は国科大。
国科大の前身である中国科学技術大学大学院は1978年に設立され、中国初の大学院として、中国初の理学博士、工学博士、女性博士、初の二学位の博士を輩出した。中華人民共和国政府が進める政策の「珠峰計画」に加え「双一流」の一流学科構築大学にも指定されている。2017年に環太平洋大学協会に加入した。
2024年のCWUR世界大学ランキングにおいて、中国科学院大学は世界第50位、中国国内では第3位にランクインした。2025年1月に発表されたESI（Essential Science Indicators）の最新データにおいて、中国科学院大学は世界第16位にランクされ、中国本土の大学の中では第1位となった。
国科大には、中国科学院会員340人、千人計画の入選者566人、教授約6,100人、研究員約3,900人が在籍している。また、国家研究室が4か所、国家重大科学技術インフラが30か所、国家重点研究所が84か所、中国科学院重点研究所が163か所、国家工学研究センターが41か所設置されている。2017年、中国の一流大学院のランキングでは中国科学院大学院の理工学部が1位だった。